# رام کردن زن سرکش (فیلم ۱۹۷۳)
«رام کردن زن سرکش» (انگلیسی: The Taming of the Shrew (1973 film)) یک فیلم است که در سال ۱۹۷۳ منتشر شد.